# Sistema de referencia local
En física teórica, el término sistema de referencia local (o también marco local) hace referencia a un sistema de coordenadas o sistema de referencia que solo se espera que sea aplicable a una región pequeña o a una región restringida del espacio o del espacio-tiempo.
El término se utiliza con mayor frecuencia en el contexto de la aplicación de sistemas de referencia inerciales locales a pequeñas regiones de un campo gravitatorio. Aunque la fuerza de marea gravitacional hará que la geometría de fondo se vuelva notablemente no euclídea en regiones más grandes, si el análisis se restringe a una región suficientemente pequeña que contenga un grupo de objetos sometidos todos ellos a un campo gravitatorio efectivamente uniforme, su física puede describirse como la física de ese grupo en un espacio libre de efectos gravitatorios de fondo explícitos.

## Principio de equivalencia
Al idear la teoría de la relatividad general, Einstein hizo la siguiente observación: un objeto que cae libremente en un campo gravitatorio no podrá detectar la existencia del campo realizando mediciones locales ("un hombre que cae no siente la gravedad"). A partir de este razonamiento, Einstein pudo completar su teoría general argumentando que la física del espacio-tiempo curvo debe reducirse en regiones pequeñas a la física de la mecánica inercial simple (en este caso, la teoría de la relatividad especial) cuando se quiere describir el comportamiento de los objetos en caída libre en regiones pequeñas.
Einstein se refirió a esto como "la idea más feliz de mi vida".

## Sistema de referencia del laboratorio
En física, el sistema de referencia del laboratorio, o marco del laboratorio para abreviar, es un sistema de referencia centrado en el laboratorio en el que se realiza el experimento (ya sea un experimento real o mental), y se define como el marco de referencia en el que el laboratorio está en reposo. Además, este suele ser el marco de referencia en el que se realizan las mediciones, ya que se supone (a menos que se indique lo contrario) que se efectúan con instrumentos localizados en el laboratorio. Un ejemplo de instrumentos en un marco de laboratorio serían los detectores de partículas en las instalaciones de detección de un acelerador de partículas.